# Europastraße 804
Die Europastraße 804 (kurz: E 804) ist eine Europastraße, die sich in Nord-Süd-Richtung durch Spanien erstreckt. Sie beginnt in Bilbao und endet in Saragossa. Auf ihrem Weg durchquert sie das Baskenland, La Rioja, Navarra und Aragón.

## Verlauf
Beginnend an dem Autobahnkreuz mit der E 70 verläuft die E 804 die gesamte Strecke über identisch mit der Autopista AP-68 und ist daher mautpflichtig. Zunächst verläuft die E 804 in südlicher Richtung über Áreta und Altube nach Miranda de Ebro. Dort kreuzt sie sich mit der E 80 (AP-1) und führt dann in südöstlicher Richtung weiter nach Logroño, Tudela und Gallur weiter, bis sie schließlich bei Saragossa am Autobahnkreuz mit der E90 endet. 